# Farlowella gracilis
Farlowella gracilis är en fiskart som beskrevs av Regan, 1904. Farlowella gracilis ingår i släktet Farlowella och familjen Loricariidae. Inga underarter finns listade i Catalogue of Life.